# Alanina aminotransferase
A alanina aminotransferase (ALT), ou alanina transaminase, também conhecida como transaminase glutâmico pirúvica (TGP), é uma enzima transaminase.
A ALT é encontrada no plasma e em vários tecidos corpóreos, mas é geralmente associada ao fígado. Estas enzimas são liberadas no sangue em grandes quantidades quando há dano à membrana do hepatócito, resultando em aumento da permeabilidade. A necrose em si não é necessária, e há baixa correlação entre o grau de lesão hepatocelular e o nível das aminotransferases. Assim, a elevação absoluta das aminotransferases tem grande significado diagnóstico, e não prognóstico, nas hepatopatias agudas.
O teste ALT geralmente é feito junto com outros testes que verificam danos no fígado, incluindo aspartato aminotransferase (AST), fosfatase alcalina, lactato desidrogenase (LDH) e bilirrubina. Ambos os níveis de ALT e AST são testes confiáveis para o fígado.
TGP e TGO são indicadores sensíveis de dano hepático em diferentes tipos de doenças. Mas deve ser enfatizado que ter níveis mais altos que o normal destas enzimas não indica, necessariamente, uma doença hepática estabelecida. Tais índices podem indicar algum problema, ou não. A interpretação dos níveis altos de TGO e TGP depende do quadro clínico em geral, e assim é melhor que isto seja determinado por médicos experimentados em hepatologia.
São encontrados níveis mais altos de TGP e TGO em desordens que causam a morte de numerosas células (necrose hepática extensa). Isto acontece nas hepatites agudas A ou B, no dano pronunciado infligido por toxinas como o de uma overdose de paracetamol (TYLENOL), ou quando o fígado é privado de sangue fresco, que traz oxigênio e nutrientes. As transaminases, nestas situações, podem variar de dez vezes os limites superiores do normal para milhares de unidades por mililitro.
A causa mais comum de moderadas elevações destas enzimas é o fígado gorduroso (esteatose). A causa mais frequente de fígado gorduroso é a alimentação inadequada ou a ingestão elevada de álcool. Outras causas de fígado gorduroso incluem a diabete e a obesidade. A hepatite C também se está a tornar uma causa importante de elevações das transaminases.
Um importante dado laboratorial que fala a favor da cirrose é AST/ALT > 1, sendo que tendo essa confirmação laboratorial, temos, independente da etiologia cirrose instalada.